# Проненко Костянтин Вікторович
Проненко Костянтин Вікторович (нар. 26 листопада 1971, Дніпропетровськ) — український академічний веслувальник, учасник Олімпійських ігор.
Дружина — Світлана Мазій, українська академічна веслувальниця, призер Олімпійських ігор.

## Життєпис
На молодіжному чемпіонаті світу 1989 року в змаганнях двійок парних Костянтин Проненко досяг найбільшого успіху в своїй кар'єрі — зайняв друге місце.
Після розпаду СРСР Проненко виступав під прапором України. На чемпіонатах світу і етапах Кубку світу в змаганнях двійок парних і четвірок парних протягом 1990-х років займав місця поза призовою зоною.
На Олімпійських іграх 2000 він в парі з Костянтином Зайцевим зайняв сьоме місце.
Після Олімпіади 2000 продовжував виступи до 2007 року в двійках парних, четвірках парних і вісімках зі стерновим, але займав місця поза призовою зоною.